# Nigel Pearson
Nigel Pearson, född 21 augusti 1963 i Nottingham, är en engelsk fotbollstränare och före detta spelare. 

## Spelarkarriär
Nigel Pearson föddes i Nottingham och började spela fotboll som ung i amatörlaget Heanor Town, han spelade som försvarare. År 1981 köptes Pearson av Shrewsbury Town. Pearson tillbringade sex år i Shrewsbury, han spelade 153 matcher i klubben. År 1987 köptes Pearson av Sheffield Wednesday för £250 000. Efter tre säsonger i klubben utnämndes Pearson kapten. Under det följande året vann Sheffield Wednesday den engelska liga cupen med Pearson som kapten. Pearsons facit hos Sheffield Wednesday blev 180 matcher. År 1994 köptes Pearson av Middlesbroughs tränare Bryan Robson för £750 000. Även i Middlesbrough så utnämndes Pearson kapten för laget. Med Pearson som kapten vann Middlesbrough Football League One och så tog sig laget till tre finaler i liga cupen och FA-cupen. År 1998 lade Pearson skorna på hyllan.

## Tränarkarriär
Samma år som Pearson slutade att spela fotboll så blev han tränare för Carlisle United. Pearson lyckades då hålla kvar laget i ligan, då man var nära att bli nedflyttade från League Two. Pearson lämnade klubben 1999. Samma år fick han jobb som en coach hos Stoke City. Han jobbade i Stoke tills 2001 då han fick sparken. Pearson jobbade inte på fyra år då han utnämndes som assisterande tränare hos West Bromwich under Bryan Robson. När Robson lämnade klubben år 2006 tog Pearson tillfälligt över som tränare.
Han lämnade klubben samma år då Tony Mowbray anställdes. År 2007 anställdes Pearson som assisterande tränare under Stuart Pearce i Englands U21-landslag. Pearson lämnade dock samma år. Senare anställdes Pearson två gånger om av Newcastle United, först år 2007 och sen igen 2008 som temporär huvudtränare. I februari år 2008 anställdes Pearson av Southampton för att rädda dem från nedflyttning. Pearson lyckades visserligen men han fick ändå sparken efter tre månader i klubben.
I juni 2008 skrev Pearson på för League One laget Leicester City, laget som åkte ner istället för Pearsons tidigare arbetsgivare Southampton. Pearson började genast imponera, bland annat ledde laget serien före favorittippade Leeds United. I maj 2009 vann Pearson League One med Leicester under sin debut säsong. Pearsons succé fortsatte även den följande säsongen då Leicester slutade på en femte plats i Football League Championship.
Den 29 juni skrev Pearson på för Hull City efter att ha varit med Leicester City i två år.
16 november 2011 återvände Pearson till Leicester City efter att klubben sparkat Sven-Göran Eriksson.
Den 13 juni fick Pearson sparken av klubben med motiveringen att "arbetsrelationen mellan Nigel och styrelsen inte längre var lönsam". Valet Leicester gjorde var kopplat till Nigels son James roll i en rasistisk sexfilm gjord av tre Leicester City reservspelare i Thailand under en försäsongsturné. Han ersattes i Leicester City av Claudio Ranieri.
Den 6 december 2019 presenterades Pearson som ny tränare för Watford. I juli 2020 blev han dock sparkad av klubben.